# Półkula lądowa
Półkula lądowa – półkula Ziemi, która powstała w wyniku jej podziału w ten sposób, że na jednej z półkul udział lądów jest największy. Natomiast na drugiej z nich, półkuli wodnej, jest maksymalny udział wody.
Według obliczeń Boggsa z 1945 środek („biegun”) półkuli lądowej znajduje się w okolicach Nantes (Francja) i ma współrzędne 47°13' N, 1°32' W. Mimo to, na tak wyznaczonej półkuli, lądy nie mają przewagi. Zajmują 47% powierzchni, a morza i oceany 53%.